# 上田郁代
上田 郁代（うえだ いくよ、1976年4月28日 - ）は日本のタレント、舞台女優。父は歌手の上田正樹。

## 来歴
岐阜県出身。本人曰く「永遠の24歳」。愛称は「郁代ちゃん」。劇団BOOGIE★WOOGIEの旗揚げメンバーとして同劇団の公演などを中心に活動していたが、BOOGIE★WOOGIEは2015年7月に解散。2015年11月、同劇団のメンバー3人と上田が中心となり「劇団PIS★TOL」を旗揚げ。自ら企画を立ち上げた芝居を上演している。
プライベートでは、2011年9月に俳優・殺陣役者である水野大と結婚（入籍）。2013年11月に妊娠が判明したため、2014年2月末で産前産後休暇に入ることになった。同年6月に復帰。

## 出演番組

### 現在
舞台演出、舞台俳優、MCとして活動

### テレビ
- ウンナンの炎のチャレンジャー（テレビ朝日）
- 情熱プロレスZERO1-MAX　in 山形（山形テレビ）
- ゴングパラダイス（FIGHTING TV サムライ） - 2005 - 2006年メインMC
- 爆裂！G-スタイル（MONDO21）メインMC
- Bunnys ANGEL（MONDO21） メインMC
- 携帯検索サイト「Yicha」 TVCM出演（テレ玉）

### ラジオ
- ブロードバンド!ニッポンサタデースペシャル『涙のメールりくえすと』（LFX mudigi、パーソナリティ）
- テリー伊藤のってけラジオ（ニッポン放送）、レポーター・2002年9月30日 - 2010年6月22日
- 上柳昌彦 ごごばん!（ニッポン放送）、2010年7月 - 2011年12月、月曜日・火曜日リポーター
- ザ・ボイス そこまで言うか!（ニッポン放送）、2012年1月 - 2014年2月、2014年6月 - 2015年9月 月曜日・火曜日リポーター

## その他

### CM
- シヤチハタ　エックススタンバー
- マルコメみそ
- 山形ホテル王将

## 脚註
1. ↑  人妻になりました ikuyo magic(上田郁代オフィシャルブログ) 2011年9月18日付
2. ↑  皆様へご報告。 ikuyo magic(上田郁代オフィシャルブログ) 2013年11月28日付
3. ↑  2月24日・25日の「ザ・ボイス」、及び本人のTwitterによる発言。